# مسکوفکا (سرزمین آلتای)
مسکوفکا (به لاتین: Moskovka) یک منطقهٔ مسکونی در روسیه است که در سرزمین آلتای واقع شده‌است.